# André Steur
André Steur (Apeldoorn, 17 april 1970) is een Nederlandse luitenant-generaal bij de Koninklijke Luchtmacht. Zijn tactical call sign is "Jabba". 

## Loopbaan
In december 2014 werd hij commandant van Vliegbasis Volkel. Daarvoor was hij squadroncommandant op Vliegbasis Volkel. In januari 2016 werd hij Directeur Operaties van het Commando Luchtstrijdkrachten op het hoofdkwartier in Breda.
Sinds 14 april 2023 is hij Commandant Luchtstrijdkrachten in de rang van luitenant-generaal. Op 1 juli 2025 werd Steur met de naamsverandering van het Commando Luchtstrijdkrachten naar het Commando Lucht- en Ruimtestrijdkrachten, de Commandant Lucht- en Ruimtestrijdkrachten.

## Decoraties
| Decoratie | Naam                                                     |
| --------- | -------------------------------------------------------- |
|           | Herinneringsmedaille Multinationale Vredesoperaties      |
|           | Herinneringsmedaille Internationale Missies              |
|           | Kosovo-medaille                                          |
|           | Onderscheidingsteken voor Langdurige Dienst als officier |
|           | Luchtmachtmedaille                                       |
|           | NAVO-medaille met gesp 'Former Yugoslavia'               |
|           | NAVO-medaille met gesp 'Kosovo'                          |
|           | NAVO-medaille met gesp 'OUP-LIBYA/LIBYE'                 |
|           | Ereteken van de Bundeswehr in goud                       |
|           | Meritorious Service Medal (United States)                |
|           | Air Medal (United States)                                |

Steur is verder gerechtigd tot het dragen van de volgende insignes
| Insigne | naam                                        |
| ------- | ------------------------------------------- |
|         | Militair Vliegbrevet Koninklijke Luchtmacht |
|         | Fighter Weapon Instructor Course            |
|         | Parachutistenbrevet                         |